# Williams & Co.

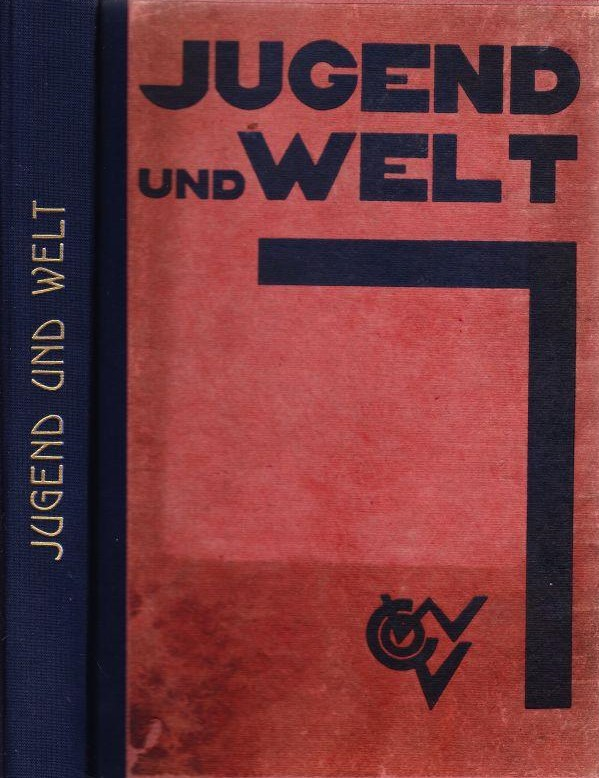
Buch des Williams & Co. Verlags, 1928

Williams & Co. war ein deutscher Buchverlag in Berlin-Grunewald.

## Geschichte

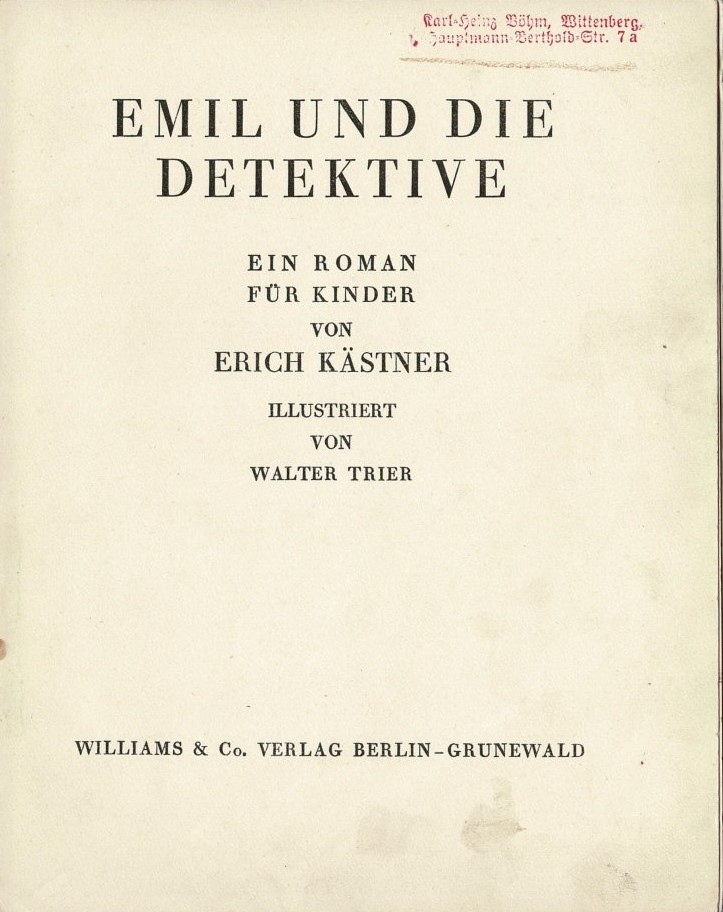
Erich Kästner: Emil und die Detektive, Ausgabe 1931

1924 gründete Edith Jacobsohn, geborene Schiffer, mit Edith Weinreich-Williams und Annie Williams, geborene Ball, den Verlag Williams & Co. Die beiden Mitgründerinnen schieden im ersten Jahr wieder aus. Edith Jacobsohn führte den Verlag gemeinsam mit ihrem Ehemann Siegfried Jacobsohn, dem Herausgeber der Wochenzeitschrift Weltbühne, vormals Schaubühne.
Der Verlag entwickelte sich zu einem erfolgreichen Kinder- und Jugendbuchverlag. Dazu trug bei, dass die Verlegerin im Jahr 1925 die deutschsprachigen Rechte an Hugh Loftings Kinderbuch The Story of Doctor Dolittle erhielt. Das Buch erschien 1926 im Williams Verlag als Doktor Dolittle und seine Tiere. Außerdem erhielt der Verlag die Rechte an Alan Alexander Milnes Buch Winnie-the-Pooh, welches 1927 im Verlag als Pu der Bär erschien.
Edith Jacobsohn veranlasste den Schriftsteller Erich Kästner – einer der Weltbühne-Autoren – Kinderbücher zu schreiben. 1929 erschien der erfolgreiche Titel Emil und die Detektive. Zum Verlagsprogramm gehörte auch P. L. Travers mit Mary Poppins.
1927 und 1928 erschienenen zwei Jahrbücher Jugend und Welt, die eine enge Verflechtung des Williams-Verlages mit der Weltbühne und ihren Autoren dokumentieren, nämlich Bertolt Brecht, Carl von Ossietzky, Kurt Tucholsky, Else Lasker-Schüler und Richard Hülsenbeck.
1933 musste Edith Jacobsohn über Wien und die Schweiz nach England emigrieren. Sie überließ die Geschäftsführung ihrer Mitarbeiterin Cecilie Dressler. Im selben Jahr kaufte Kurt Leo Maschler, damals schon Inhaber mehrerer Verlage, den Verlag Williams & Co. Zwei Jahre später gründete er zusätzlich in Basel den Atrium Verlag, damit Erich Kästner, dessen Texte inzwischen in Deutschland verboten waren, seine Bücher weiterhin veröffentlichen konnte. Fast alle Rechte des Williams-Verlags übertrug Maschler, um sie vor den Nationalsozialisten zu schützen, an den Atrium-Verlag in der Schweiz.
Cecile Dressler erwarb 1936 von Maschler Anteile am Verlag, der jetzt für einige Jahre unter der Bezeichnung Williams-Verlag, Inhaberin Cecilie Dressler firmierte. 1941 erfolgte eine Umbenennung in Cecilie Dressler Verlag. Nach dem Zweiten Weltkrieg wurde Cecilie Dressler Eigentümerin des Verlages, der 1971 von der Verlagsgruppe Friedrich Oetinger übernommen wurde.